# Турхан-султан
Турха́н Хатидже́-султа́н (осман. ترخان خديجه سلطان‎ / Turhan Hatice Sultan; ок. 1627, ? — 5 июля 1683, Эдирне) — главная наложница османского султана Ибрагима I со статусом хасеки, мать султана Мехмеда IV со статусом валиде-султан. Турхан стала последней представительницей султаната женщин.
Предположительно, Турхан была русского происхождения. Она стала первой наложницей султана Ибрагима, родившей ему ребёнка — будущего султана Мехмеда IV. После свержения Ибрагима на трон взошёл сын Турхан, однако сама она не получила полагавшихся почестей — обязанности валиде при малолетнем султане исполняла свекровь Турхан Кёсем-султан. Стать полноценной валиде Турхан удалось только в 1651 году, когда Кёсем была задушена её сторонниками. Первые годы в статусе валиде для Турхан были тяжёлыми: мать Мехмеда IV была молода и неопытна, а её политика и действия её подчинённых привели в 1656 году к Инциденту у чинары, в результате которого были казнены несколько ближайших слуг Турхан, а сама она спаслась лишь благодаря заступничеству сына-султана. Тогда же по совету ближайшего окружения Турхан-султан назначила великим визирем Кёпрюлю Мехмеда-пашу и передала ему управление государством, после чего направила свои усилия и состояние, получаемое от личных земельных уделов, на благотворительность, а также много времени проводила с сыном в Эдирне, часто отправлялась с султаном на охоту и в военные походы. К концу жизни здоровье валиде-султан стало слабеть, а лечение не давало результата. Турхан-султан умерла в Эдирне 5 июля 1683 года и, согласно её последней воле, была похоронена в собственном мавзолее в Новой мечети в Стамбуле.
Турхан-султан стала последней представительницей женского султаната — яркого периода в истории империи, когда женщины активно вмешивались в дела государства. Хотя первые годы у власти мать Мехмеда IV совершила много ошибок, в дальнейшем она придерживалась умеренной позиции в государственных делах и старалась поступать по справедливости, а предложения, не казавшиеся ей разумными, дорабатывала, принимая во внимание мнение государственных деятелей, которым она доверяла. После назначения Кёпрюлю на пост великого визиря она полностью отошла от политики и посвятила себя религии и сыну, на которого имела огромное влияние. Кроме того, много времени и сил Турхан уделяла благотворительности и строительству: одним из проектов этой валиде стало строительство двух крепостей в проливе Чанаккале; другим важным проектом Турхан стало завершение строительства Новой мечети, которое было начато ещё в 1598 году Сафие-султан.

## Имя
Филиз Караджа, автор статьи о Турхан в Исламской энциклопедии, отмечала, что хотя утверждалось, что Кёсем-султан дала ей имя Хатидже Турхан (тур. Hatice Turhan), османский историк и современник Турхан Ушшакызаде Ибрагим-эфенди писал, что она сначала получила имя Турхан/Тархан (тур. Turhan/Tarhan) и только потом Хатидже. Караджа также отмечала, что в старых источниках эту султаншу называли Турхан Хатидже, тогда как в более новых исследованиях она упоминается как Хатидже Турхан. Османский историк Сюрея Мехмед-бей назвал её Турхан Хатидже Валиде-султан.
Турецкий историк Недждет Сакаоглу назвал раздел о ней в своей книге Bu mülkün kadın sultanları «Валиде Хатидже Турхан-султан», отметив, что в источниках она упоминается как Турхан Хасеки, Хатидже Турхан-султан и Турхан Валиде-султан, а на фонтане-чешме, построенном ею в Бешикташе, её имя указано как Хатидже-султан.
Османист Энтони Олдерсон, турецкий историк Чагатай Улучай и американский профессор истории Лесли Пирс указали только один вариант имени — Хатидже Турхан-султан; Улучай, как и Караджа, отмечал, что имя ей дала лично Кёсем.

## Биография

### Происхождение
Филиз Караджа писала, что Турхан, по слухам, была русского происхождения (тур. Rus asıllı), родилась в 1627 году, в двенадцатилетнем возрасте была захвачен крымскими татарами и подарена Кёсем-султан Кёр Сулейманом-пашой. Этой же версии придерживался и Чагатай Улучай. Недждет Сакаоглу писал, что Турхан родилась предположительно в 1627 году на территории России (тур. Rusya); предположение о годе рождения Сакаоглу основывал на том факте, что когда в 1642 году Турхан-султан родила сына, ей не могло быть меньше 15 лет. Энтони Олдерсон, без указания каких-либо подробностей, писал, что родилась она в 1627 году. Турецкий историк Ахмет Рефик Алтынай в труде «Эпоха соболей» (тур. Sarnur Devri) назвал её «русской шатенкой» (тур. Kumral Rus kızıydı), описав как стройную светловолосую и светлокожую девушку с голубыми глазами; Сакаоглу отмечал, что описание это, вероятно, недостоверно, поскольку основывается на портретах, написанных много позже её смерти. Улучай писал, что Турхан была очень красива: высокая, стройная, с ямочками на щеках, ещё больше подчёркивавших её красоту, с белой кожей, глазами глубокого голубого цвета и ослепительно блестящими каштановыми волосами.
Французский путешественник Жан-Батист Тавернье, возвращаясь из путешествия по Востоку в 1668 году, заехал в Стамбул и в своих воспоминаниях написал, что на троне находится сын Ибрагима и «черкесской женщины».
По словам современного украинского историка Тараса Чухлиба Турхан родилась на Украине в 1620-х годах. Версию об украинском происхождении высказывала и турецкий историк Халиме Догру: она писала, что во время похода султана на Польшу в 1673 году Турхан «побывала в землях, где родилась, — Украине — вдохнула воздух родины и может быть повидалась с семьёй» (тур. … doğduğu topraklara, -Ukrayna'ya- kadar gidişi, oralann havasını soluyuşu, belki ailesiyle…).
Ахмед Рефик Алтынай в книге «Жизнь Стамбула в двенадцатом веке» и цитирующий его османист Энтони Алдерсон упоминали, что Турхан-султан была мусульманкой и у неё был брат Юсуф-ага, умерший в 1689 году. О существовании у Турхан брата Юсуфа упоминала также Филиз Караджа.
Филиз Караджа отмечала, что будущая хасеки воспитывалась в гареме, а дворцовое образование она получала под присмотром младшей дочери Кёсем Атике-султан. В то же время, Улучай писал, что Кёсем-султан лично занималась воспитанием наложницы, чтобы в кратчайшие сроки представить её своему сыну-султану. Пирс же писала, что Турхан, привезённая в столицу Кёр Сулейманом-пашой, обучалась в доме Атике, но воспитывалась Кёсем, которая изначально готовила девушку к тому, что она станет следующей валиде-султан и потому обучала её не только гаремным тонкостям, но и политике государства.

### Хасеки-султан
Сакаоглу писал, что Турхан-султан удалось заблистать на сцене всецело благодаря удаче: на трон взошёл единственный оставшийся в живых османский шехзаде Ибрагим, и сама Турхан стала первой, кто 1 или 2 января 1642 года преодолел финишную линию в забеге на рождение первого шехзаде нового султана — её, как и остальную дюжину наложниц, к этому забегу принудила Кёсем-султан, которая в беспокойстве из-за отсутствия шехзаде приказывала писать разнообразные обереги, готовить лекарства и снадобья. Караджа отмечала, что Турхан-султан стала самой первой наложницей, подаренной султану Ибрагиму I. Рождение шехзаде Мехмеда отмечалось с большим размахом, поскольку оно устраняло опасность прекращения османской династии.
Родив первого наследника, Турхан получила титул башхасеки. Однако Сакаоглу отмечал, что она не получила соответствующего положения в гареме: с одной стороны, причиной этого была чрезмерная падкость Ибрагима на женщин, а с другой — неограниченная власть в гареме валиде Кёсем-султан. Лесли Пирс писала, что Ибрагим большую часть своего правления игнорировал Турхан. Сакаоглу считал, что Ибрагим не любил мать своего старшего сына, что доказывает, в том числе, происшествие, описанное историками того времени: «Султан Ибрагим влюбился в женщину, которая приходила в гарем со своим ребёнком, чтобы кормить молоком шехзаде Мехмеда. Однажды, когда они любовно болтали в Мермерлике [4-м дворе Топкапы], Турхан застала их. Она напомнила султану, который приласкал сына той женщины, что ему нужно бы с лаской относиться к своему собственному шехзаде. Султан, разозлившись на Турхан, бросил Мехмеда в мраморный бассейн. В ситуацию вмешалась Кёсем-султан и выгнала кормилицу из дворца». При этом Улучай отмечал, что до рождения сына Ибрагим был влюблён в свою хасеки и не замечал других наложниц, но, будучи большим любителем женщин, очень быстро переключился на других наложниц. Упоминая о случае с кормилицей, Улучай писал, что Ибрагим любил ребёнка кормилицы больше, чем шехзаде Мехмеда, и хотел убить своего сына, бросив его в бассейн. Он также отмечал, что поначалу Турхан ревновала султана к другим женщинам, но со временем, когда Ибрагим полностью переключился на других наложниц и башхасеки оказалась предоставлена сама себе, смирилась со своим положением. Лесли Пирс отмечала, что помимо Турхан у Ибрагима было ещё 7 хасеки и множество простых наложниц; к тому же, вплоть до заключения брака с Хюмашах-султан особым расположением султана пользовалась не башхасеки, а мать второго сына Ибрагима Салиха Дилашуб-султан, получавшая жалование в размере 1300 акче в день, в то время как остальные хасеки получали лишь 1000.
Караджа отмечала, что период пребывания Турхан в статусе хасеки ничем особенно не выделялся среди других таких же периодов в истории.

### Валиде-султан
Сын Турхан-султан Мехмед IV стал султаном 8 августа 1648 года (18 раджаба 1058 года по хиджре), а сама она стала валиде-султан и сохраняла этот титул в течение тридцати пяти лет вплоть до своей смерти. Первые восемь из этих тридцати пяти лет пришлись на период больших потрясения империи — как внутренних, так и внешних.

#### Противостояние с Кёсем-султан
Первые три года пребывания в статусе валиде Турхан-султан оставалась в тени своей властной свекрови Кёсем-султан, которая, будучи матерью последовательно двух султанов — Мурада IV и Ибрагима I — занимала пост валиде в течение двадцати пяти лет. Когда султаном стал Мехмед IV, Кёсем должна была отправиться в Старый дворец, однако с одобрения своих сторонников при дворе она осталась во дворце в качестве бабушки султана и именовалась «великой валиде/старшей валиде» (тур. büyük/kebîr/koca vâlide), в то время как Турхан стали называть «младшей валиде» (тур. küçük vâlide/vâlide-i sagīr). Улучай отмечал, что Кёсем воспользовалась молодостью, наивностью и неопытностью младшей валиде, чтобы остаться у власти; об этом же упоминала и Лесли Пирс, отмечая, что матери Мехмеда IV было всего 22 или 23 года, когда он стал султаном. В эти годы управление гаремом вопреки традициям также находилось в руках Кёсем-султан. При этом, жалование Турхан в этот период составляло 2000 акче в день — на 1000 меньше, чем у её свекрови. Сакаоглу отмечал, что имя матери Мехмеда не только ни разу не было упомянуто во время джюлюса её сына, но и нигде не фигурировало на протяжении всех трёх лет властвования Кёсем-султан.
Будучи старшей валиде, Кёсем-султан опиралась на поддержку янычарского корпуса, составлявшего на тот момент основной костяк государственного аппарата. В этот период вокруг Турхан-султан стала формироваться группа её сторонников, состоявшая из видных государственных деятелей, в число которых вошли в том числе бывший главный наставник Сулейман-ага, учитель султана Рейхан-ага и мусахип Исмаил-ага. Пирс среди основных сторонников Турхан указала также великого визиря Сиявуша-пашу. Формирование партии сторонников Турхан ознаменовало начало борьбы за влияние при дворе. Большую лепту в борьбу между двумя валиде внёс Сиявуш-паша, ставший уже четвёртым великим визирем за три года правления маленького Мехмеда IV; Сиявуш-паша, сопротивляясь господству янычар в административном аппарате, настроил против них многих соратников Турхан-султан. Кёсем-султан в ответ подтолкнула янычар к устранению некоторых сторонников младшей валиде, что вызвало большое возмущение в дворцовом гареме и Эндеруне. Противостояние двух валиде достигло пика, когда Турхан от доверенной служанки свекрови Мелеки-калфы узнала, что Кёсем-султан планирует отравить Мехмеда IV, чтобы возвести на трон его младшего единокровного брата Сулеймана, мать которого Салиха Дилашуб-султан была более покорна Кёсем. С одобрения четырнадцати сторонников Турхан-султан было принято решение убить старшую валиде; Пирс отмечала, что Турхан-султан не только была осведомлена о происходящем, но и лично одобрила убийство свекрови. Кёсем-султан была задушена в ночь со 2 на 3 сентября 1651 года (с 16 на 17 рамазана 1061 года) по инициативе Лалы Сулейман-аги. Вместе с Кёсем были убиты её сторонники во дворце, а власть перешла в руки Турхан-султан.
Согласно Пирс, убийство могущественной валиде посеяло смуту в народе: как только новости о смерти Кёсем достигли жителей столицы, народ потянулся в мечети и рынки, а сам город погрузился в траур на три дня. Вслед за убийством Кёсем последовали казни её сторонников среди янычар и в диване, а затем по приказу Турхан был смещён со своего поста великий визирь Сиявуш-паша, инициировавший эти казни.
После смерти свекрови, как только Турхан возглавила гарем, её жалование было увеличено до 3000 акче в день; она также получала ренту с пекарни, четырёх магазинов, двух заведений моловших и обжаривавших кофе, а также шести участков земли. Кроме того, после смерти Кёсем в пашмаклык Турхан вошёл хасс Эздин, ранее принадлежавший Кёсем.

#### Первые годы у власти
На следующий день после смерти Кёсем-султан Турхан официально стала регентом малолетнего султана и получила право издавать государственные приказы, на которых ставила печать с надписью «Благословлённая Аллахом валиде султана Мехмеда» (тур. Mazhar-ı lutf-i Samed Valide-i Sultan Mehmed). Время от времени маленький султан присутствовал на государственных советах, на которых его неизменно сопровождала мать. Так, во время заседания дивана, на котором обсуждался вопрос выплаты Египтом ежегодного налога, восьмилетний Мехмед обратился к матери, желая услышать её мнение о предложении Месуда-эфенди, кадиаскера Анатолии: «Вы слышали, о чём он говорил?» На что Турхан ответила: «Он говорит правду. Он верно говорит». Когда же Гюрджю Мехмед-паша, который был назначен великим визирем после убийства Кёсем-султан, на одной из встреч с Турхан-султан повторил свою излюбленную фразу «Да из-за дел имперских у меня борода поседела!», Турхан поставила визиря на место: «Разве, паша! Седая борода ли, чёрная — ума она не добавляет. Дела государства вершатся не возрастом, а умом. Что [Месуд-эфенди] говорит, выполняйте незамедлительно; слушайте его и обсуждайте всё с ним. Предупреждаю, не смейте делать ничего, что противоречит его мнению».
Через девять месяцев после начала регентства Турхан сняла с поста великого визиря Гюрджю Мехмеда и избавилась от своего главного сторонника Сулеймана-аги, советы которого стали действовать против валиде. На место великого визиря был назначен Тархунджу Ахмед-паша, которому Турхан поручила сбалансировать бюджет и увеличить казну. Усилия Тархунджу не увенчались успехом: в 1653 году Турхан одобрила его казнь, поскольку Ахмед-паша пытался руководить государством и распоряжаться казной, не советуясь с валиде, а также первым делом попытался сократить расходы на гарем. Занявший его место каптан-ы дерья Дервиш Мехмед-паша был известен близостью к Турхан-султан. Вопреки попыткам предыдущего великого визиря навести финансовый порядок в стране, Дервиш Мехмед-паша полагался на мнение молодой и неопытной валиде, в результате чего в стране разразился голод, стали расти бедность, стоимость товаров и инфляция. Всё это рано или поздно неизбежно привело бы к мятежу. В это же время в Стамбул из Диярбакыра приехал сумасшедший, который называл себя шейх Сачлы. Его окружало много людей, веривших в его паранормальные способности. Шейх Сачлы встретился с накиб аль-ашрафом Зекерьязаде и заявил ему, что женщины, вмешивающиеся в государственное управление, становятся причиной смуты и раздора, поэтому вдовствующую мать султана нужно выдать замуж за подходящего кандидата и отправить подальше от дворца. Великий визирь Дервиш-паша и Зекерьязаде приняли шейха за сумасшедшего и заперли его в больнице Сулеймание. Однако народ по прежнему шёл к нему и разносил его слова по столице, поэтому визирь и накиб аль-ашраф отправили Сачлы на его малую родину. Вместе с тем, Пирс писала, что полуторогодовалое пребывание Дервиша на посту великого визиря стало временем согласия и гармонии, однако после его смерти обстановка накалилась; ситуация усугублялась бунтом некоторых пашей и затянувшейся войной с венецианцами за остров Крит.
Пирс отмечала, что Турхан, не сумевшая полностью подчинить себе государственных деятелей, взяла всю полноту власти в свои руки и стала единственной, кто мог представлять малолетнего султана; при этом, она опиралась на мнения ставшего главой чёрных евнухов Сулеймана-агу и наставника Мехмеда IV Ходжи Рейхана-эфенди. За пределами дворца ближайшими людьми молодой валиде стали главный архитектор Коджа Касым-ага и улем Хаджазаде Месуд-эфенди; из-за Месуда у Турхан случались конфликты с великим визирем Гюрджю Мехмедом-пашой, который считал, что хотя Месуд и является учёным мужем, однако он ничего не мыслил в военных вопросах — в отличие от самого Мехмеда-паши. Пирс отмечала, что первоначально Турхан совершила ту же ошибку, что и её предшественница Кёсем в последние годы: вместо того, чтобы искать сторонников среди управленческой элиты — великого визиря, куббе визирей, шейх-уль-ислама и других — Турхан полагалась исключительно на глав янычар. Сакаоглу же писал, что первые пять лет своего единоличного правления в качестве валиде-султан Турхан управляла государством при помощи гаремных ага, наложниц и дворцовой олигархии, тесно связанной с некоторыми силами вне дворца. Она была единственным центром принятия решений в том числе и в вопросе назначения великого визиря; об этом же, опираясь на письма Турхан-султан к великим визирям, писала и Лесли Пирс. Главными же соратниками Турхан-султан, по мнению Сакаоглу, были дарюссааде-ага Узун Сулейман, которого она назначила своим советником (позже на его место был назначен Бехрам-ага), хазнедар-ага, личный ага валиде, кормилица султана Мелеки-калфа и её муж Шабан-ага, который служил кахведжибаши (глава дворцовых кофеваров) валиде-султан. Сакаоглу отмечал, что следуя их советам она не особо удачно пыталась управлять государством; она издавала приказы от имени сына, которого называла «Мой лев», вписывая их в уже готовые листы с начерченной султанской тугрой, а государственные должности были отданы на милость советам, которые раздавали эти заносчивые невежи. В то же время, Пирс писала, что в случае, если Турхан не была уверена в дворцовых протоколах или государственных процедурах, она обращалась за помощью к знающим людям или кануннаме — сводам законов и традиций империи. Так, в письме к великому визирю касательно смерти крымского хана Турхан-султан писала: «Вы просили меч и мантию для его преемника. Из того, что я слышала, традиция [одаривать] скорее относится к татарскому хану. По правде, я никогда не была свидетелем таким вещам, но я слыша об этом. Исследуйте кануннаме и действуйте соответствующе». В другом письме, касавшемся нехватки средств для снаряжения флота, Турхан писала великому визирю, что узнала о существовании государственных земель, отданных под нужды флота, и требует предоставить ей сведения о местонахождении этих земель, а также совершить ревизию этих владений. Пирс отмечала, что чем дольше правила Турхан и чем больше сменялось пашей на посту великого визиря, тем более официальными становились её письма к ним.
Пока Турхан вершила дела государства, аги личных покоев султана и ичогланы-одногодки приучали маленького Мехмеда IV к охоте, гоняясь с ним за дичью в главном дворцовом саду.

#### Инцидент у Чинары
Ошибки в управлении валиде, общая незащищённость, экономические проблемы и проблема с выплатой улуфе привели к инциденту у чинары. 24 февраля 1656 года, когда уже бушевал бунт, из-за которого столица и дворец погрузились в хаос, 14-летний Мехмед IV в страхе спустился к особняку для церемоний и выслушал требования собравшихся там военных и торговцев. Сакаоглу отмечал, что несомненно, мать султана тоже была там. Среди главных причин инцидента современники Турхан указывали уменьшение каратности монет-сикке, дороговизна и слухи о коррупции Турхан-султан, Мелеки-калфы, личного аги валиде и гаремных евнухов. Йеремия-челеби Кёмюрджюян, ставший свидетелем этого мятежа, в своём труде «Рузнаме» так описывает встречу султана с бунтовщиками:
Султан, вытирая слёзы, обратился к собравшимся:
— Чего вы хотите?

Военные показали тетрадь, в которой был список из 31 человека. Это были те, кто, пользуясь малолетством султана, сами возомнили себя султанами на своих должностях, они переводили прибыль государственной казны в свои собственные карманы, поддерживая друг друга, они могли действовать, как пожелают, как во дворце, так и вне дворца. Среди дворцовых жителей, входивших в список, значились валиде-султан, её кетхюда Мюльки-хатун [Мелеки], советник [Юсуф-ага], кызляр-ага [Бехрам-ага], личный ага валиде Джорджо [Ибрагим-ага], дворцовый ага и другие. Султан сказал:

— Прошу помиловать троих из них.

Однако, вряд ли он знал, о каких троих идёт речь, потому что повторял то, что ему нашёптывали [его мать] из-за спины. В ответ военные прокричали:

— Не утруждайся, султан, мы никого не помилуем!

Султан, повергнутый в ужас, в слезах умолял военных:

— Рабы мои, пощадите жизнь моей матери!

Военные, сжалившись, сказали:

— Хорошо, мы помилуем твою мать, но всех остальных отдай в наши руки живыми.

В это время капы-агу и кызляра-агу задушили и выбросили тела с дворцовых стен в толпу мятежников.
Йеремия-челеби писал, что предводители мятежников утром 25 февраля получили аудиенцию у султана и предъявили ему список требований. В тот же день были казнены кетхюда валиде Ибрагим-ага, хазнедар Юсуф и хранитель султанских покоев. Ещё через два дня была казнена советница Турхан и кормилица Мехмеда IV Мелеки-калфа, а вместе с ней — ещё четверо служащих дворца. Тела убитых сторонников Турхан мятежники отвезли на Атмейданы, чтобы повесить их на дереве. Сакаоглу отмечал, что описание поведения Трухан-султан, данные Йеремией-челеби противоречат сведениям в других источниках и создают впечатление о матери Мехмеда IV как о валиде, падкой на деньги и роскошь и ступающей по стопам Кёсем-султан, что могло привести к участи ещё более ужасной, чем была уготована Кёсем-султан.
Турхан-султан, боявшаяся нового мятежа, сняла с поста великого визиря Эрмени Сулеймана-пашу и с марта по сентябрь 1656 года пробовала на высочайшей должности государства по очереди Дели Хюсейна-пашу, Зурназен Мехмеда-пашу, Абаза Сиявуша-пашу и Бойнуэгри Мехмеда-пашу. Последний, согласно описанию в Tarih-i Gılmani, был снят с поста за то, что затребовал у султана и его матери 20 тысяч акче золотом за выход в поход. В это же время в столице ожидал отправления в Триполи Кёпрюлю Мехмед-паша, имевший нескольких влиятельных сторонников при дворе.

#### В правление Кёпрюлю
Видя трудности валиде, архитектор Коджа Касым-ага тайно предложил Турхан на должность великого визиря Кёпрюлю Мехмеда-пашу. Валиде лично встретилась с Мехмедом-пашой во дворце, где он выдвинул ей четыре условия:
1. его решения не должны встречать противодействия;
2. ни за кого не просить о повышении по службе;
3. не вмешиваться в сферу его влияния путём оказания благосклонности кому-то в управленческом аппарате;
4. не позволять злословить о нём его противникам.
Турхан приняла все условия и 15 сентября 1656 года назначила Кёпрюлю великим визирем. Это решение отстранило Турхан-султан и Мехмеда IV от занятий политикой, которую они не могли больше претворять в жизнь, привело к власти династию Кёпрюлю и даровало Мехмеду-паше практически безграничную власть. Мехмед-паша, которому предстояло решить многие политические вопросы — снятие Венецианской осады с Бозджаады и Лемноса, реформирование корпуса капыкулу, выход в поход и прекращение анархии в Анатолии — принял решение отдалить султана и его валиде от столицы, поскольку в противном случае их вмешательство в политику было неизбежно. Мехмед-паша убедил молодого султана выехать на охоту в горы Странджа на Балканах, а для этого — переехать в Эдирне, столицу предков, выполняющую роль военной базы. Турхан же, отстранённая от управления государства диктатурой Кёпрюлю, направила свои усилия и состояние, получаемое от личных земельных уделов, на благотворительность.
C осени 1657 года на время военных походов Турхан регулярно уезжала с сыном в Эдирне. Сопровождал их обычно отряд охраны и один из визирей Дивана (куббе визирей). Во время длительного пребывания в Эдирне Турхан-султан с сыном время от времени приезжала в Стамбул для решения вопросов гарема и государства. В это время, в частности в «сезон черешен», Мехмед IV с семьёй проживал в летнем дворце, особняках в Бахарие в Эюпе или на азиатской стороне Босфора. Зиму 1659—1660 годов, а также весну и лето 1660 года Турхан с сыном и его гаремом провела в Эдирне, после чего было принято решение остаться здесь ещё на какое-то время, поскольку в столице бушевал пожар. Однако решение это воплотить в жизнь не удалось: Мехмед Халифе в своём труде Tarih-i Gılmani писал, что султан, его валиде и многие обитательницы гарема заболели малярией, поэтому после сентября 1660 года Мехмед IV уехал охотиться в Кыркларели и Визе, а Турхан с гаремом направилась на каретах в Стамбул. К октябрю валиде и султан прибыли во дворец Давутпаша и уже отсюда отправились во дворец Топкапыю Весной 1661 года султан и валиде переехали в Ускюдар, проведя тут Рамазан, в мае они отправились в Бурсу и остановились там на некоторое время. После этого добрались до Чанаккале и оттуда на галере, пришедшей из Стамбула, отправились ознакомиться с фортификационными сооружениям по обоим берега пролива — крепостями Седдюльбахир и Кумкале. Падишаху понравилось построенные по приказу матери стены Богазхисары, поэтому он сделал пожертвования служащим (уста и калфам), задействованным в строительстве.
К концу 1661 года Турхан с сыном вернулась в Эдирне, чтобы перезимовать там. Тогда же Турхан-султан построила во дворце Эдирне апартаменты, получившие имя её сына-султана — апартаменты Авджи Султана Мехмед-хана, также известные как павильон Долмабахче. В октябре 1661 года умер Кёпрюлю Мехмед-паша, и султан Мехмед IV, следуя его завещанию, назначил на должность великого визиря сына Кёпрюлю Фазыл Ахмеда-пашу. Мехмед IV, его мать, население гарема и новый великий визирь вернулись в Стамбул весной 1662 года. Осенью того же года Турхан поехала в Эдирне проводить сына Мехмеда IV, выдвигавшегося в поход вместе с Фазыл Ахмедом-пашой. В дальнейшем поездки молодого султана с гаремом из Стамбула в Эдирне участились, и по совету своего наставника Ваны Мехмеда-эфенди Мехмед IV в 1663 году перевёз весь свой гарем и служащих гарема в Эдирне на постоянное проживание. Здесь в начале июня 1664 года у Турхан родился первый внук — шехзаде Мустафа, с матерью которого Эметуллах Гюльнуш-султан у валиде сложились неплохие отношения. Сам Мехмед IV во время рождения сына охотился на лошадях на Балканах, однако, получив радостное известие, султан приказал устроить гуляния по всей стране на семь дней и семь ночей. Ходили слухи, что после рождения шехзаде Мустафы Эметуллах Гюльнуш-султан пыталась уговорить Мехмеда IV казнить его единокровных братьев Сулеймана и Ахмеда, однако казни помешала Турхан-султан.
Когда осенью 1664 года Фазыл Ахмед-паша отправился с султаном в Белград, Турхан с невестками, внуками, наложницами и другими гаремными жителями простилась с султаном в Эдирне и оставалась там до их возвращения. Когда в 1665 году дворцовый гарем в столице сгорел по вине одной из наложниц, Турхан со своей невесткой Эметуллах Гюльнуш-султан также пребывала в Эдирне. В начале августа 1665 года Турхан вместе с Эметуллах Гюльнуш вернулась в столицу, а следом вернулся и сам султан. Пока строился новый гарем взамен сгоревшего, Турхан с невестками и другими жителями гарема обитала в Старом дворце. В новом гареме, строительство которого завершилось за три года, были запланированы роскошные султанские покои, шикарные апартаменты валиде и хасеки, в соседнем и противоположном крыле гарема — покои служанок, общие комнаты с внутренним двориком для наложниц, кладовые и хамамы.
В начале лета 1668 года Мехмед IV запланировал поход на Крит, а Турхан с гаремом вновь вернулись из Эдирне в Стамбул под охраной Мусахип Мустафы-паши. В 1670 году в Стамбуле разгорелся скандал, связанный с посланником Людовика XIV де Нуантелем: когда корабль посла прибыл в столичный порт, проходя мимо султанского дворца, не был произведён традиционный артиллерийский залп, поскольку, во-первых, султан в это время находился в Эдирне, а во-вторых — французский посол желал показать превосходство своего государства над Османской империей. Столица была возмущена действиями французского посла, а посольства других государств посчитали, что Нуантель подвергает опасности всё посольское сообщество. Турхан удалось разрешить этот кризис: в один из дней она провела инспекцию кораблей, в честь чего французское судно дало артиллерийский залп, перекликавшийся с залпом дворцовых пушек, салютовавших самой валиде.

Поездки Турхан в Эдирне и обратно сопровождались торжественным шествием, названным «шествие валиде-султан» (тур. valide sultan alay), которое с интересом наблюдал народ обоих городов. Французский путешественник Тавернье 2 июля 1668 года наблюдал въезд Турхан-султан в Стамбул и подробно описал шествие валиде-султан, в котором участвовали празднично одетые янычары, сипахи, визири, капыджи, бостанджи, студенты медресе, сейиды, шерифы, шествующие перед каретой валиде гаремные евнухи и прочая свита. Само шествие Тавернье описал так: 
Вокруг кареты, которую везла шестёрка лошадей, шли 6 капыджи, державшие в руках копья с повязанными на них красными лошадиными хвостами. Эти знамёна символизировали то, что валиде-султан сопровождали некоторые паши. Во второй карете, запряжённой шестёркой белых лошадей, вместе с валиде-султан ехала хасеки [вероятно, Эметуллах Гюльнуш-султан], эту карету сопровождали некоторые паши. Чтобы султанши могли выглядывать наружу из небольшого зарешёченного окна в дверях кареты, не будучи замеченными, у дверей кареты шагало по одному чёрному евнуху. Вдобавок к этому, народ стоявший на обочине по обе стороны дороги, предупреждали, чтобы они не поднимали глаз не смотрели на султанш. Ещё в 12 каретах, запряжённых четвёрками лошадей, ехали наложницы. Немного позади следовало множество паланкинов и четыре кареты, перевозившие тару со льдом, в котором нуждались султанши. Эта группа всадников, состоявшая из 5-6 тысяч человек, пересекла Стамбул и добралась до дворца приблизительно за 3 часа.
 Время от времени Турхан одаривала встречавших её из поездок пашей и улемов дорогими подарками: так, Дефтердар Сары Мехмед-паша в своём труде «Краткий пересказ событий» (тур. Zübde-i vekayiat) писал, что когда 15 апреля 1677 года валиде вернулась из Эдирне в Стамбул, в Кючюкчекмедже её встретили султан, великий визирь и шейх-уль-ислам, получившие в дар от матери султана соболиные меха.
Время от времени Турхан-султан, хасеки, наложницы, сёстры султана Гевхерхан и Бейхан и шехзаде участвовали в охотничьих вылазках Мехмеда IV на Балканах, в Фессалии и Румынии или же в походах на Австро-Венгрию, которые он совершал вместе с Фазыл Ахмедом-пашой. Сакаоглу сделал вывод, что матери султана удавалось сохранить мир между наложницами, хотя ходили слухи об обратном. Для многолюдной семьи Падишаха устанавливали специальный гаремные шатры или иногда даже строили деревянные дворцы. Халиме Догру в работе «Османский султан в Польше», опираясь на архивные документы, писала, что во время похода на Бабадаг в 1672 году помимо султанского шатра были сооружены отдельные шатры для валиде Турхан-султан и хасеки Эметуллах Гюльнуш-султан, а в следующем году во время приезда в Бабадаг такие шатры были установлены не только для них, но и для сестёр султана; все они путешествовали в специальных закрытых каретах-«кочи». Жилые особняки также были оборудованы для султанской семьи в Акпынаре и Хаджиоглу-Пазарджике. 5 июня 1672 года, когда Мехмед IV отправлялся в сторону Каманиче (Каменец-Подольский), Турхан с гаремом сына отправилась в Бабадаг, тогда как Эметуллах Гульнуш-султан, которая вот-вот должна была родить, после расставания с султаном отправилась в Хаджиоглу-Пазарджик, где родила второго сына — шехзаде Ахмеда. Валиде-султан решила остаться в Бабадаге до тех пор, пока армия не вернется из похода; охранять мать султана, его гарем и восьмилетнего наследника поручили куббе визирю Мелек Ибрагиму-паше. Однако Турхан, не дождавшись возвращения сына, уехала в Стамбул и уже там получила весть, что армия вернулась в Эдирне. Менее чем через неделю после возвращения султан отправил своего спутника, второго визиря Мустафу-пашу, в Стамбул за матерью.

#### Последние годы и смерть
Сакаоглу писал, что самыми счастливыми днями жизни Турхан-султан стали несколько недель в мае-июне 1675 года, когда было устроено многодневное дворцовое празднество по случаю сюннета её старшего внука Мустафы и свадьбы её внучки Хатидже-султан. Это празднование осталось в истории под названием «Гуляния в Эдирне» и было не менее ярким, чем подобные праздники, проводившиеся в столице империи. Во время приёмов, которые давались в ходе праздника, валиде представлял её кетхюда, а на сюннет шехзаде Мустафу отвели под руки этот же кетхюда валиде и дарюссааде-ага.
В последний её приезд в Эдирне Турхан встретили великий визирь Мерзифонлу Кара Мустафа-паша, визири, шейх-уль-ислам и улемы. В 1681 году, когда Мехмед IV со своей хасеки Эметуллах Гюльнуш-султан отправился в Стамбул для переговоров о подписании мирного договора с Россией, Турхан осталась в Эдирне вместе с единокровными братьями султана шехзаде Сулейманом и Ахмедом, находившихся под её защитой. Поскольку к этому времени у Турхан уже имелись проблем со здоровьем, она в 1681 году начала строительство ялы в Эюпе, однако завершить его не успела.
Турхан-султан умерла в Эдирне 5 июля 1683 года (10 раджаба 1094 года по хиджре), когда османская армия приближалась к Вене, а её сын находился в Белграде. Караджа отмечала, что в некоторых источниках датой смерти Турхан указан 10-11 шабана (3-4 августа); вероятно, это была дата, когда сообщение о смерти доставили в войска. Причина смерти Турхан неизвестна: в «Истории Рашида» указано лишь, что «здоровье её стало слабеть, а лечение было невозможным». Поскольку Турхан-султан завещала похоронить себя в тюрбе в Стамбуле, джаназа-намаз был совершён в Эдирне, а потом тело, помещённое на лёд, на карете отправили в Стамбул в сопровождении кетхюды покойной валиде Хусейна-аги. Похоронный кортеж ехал без остановок день и ночь и достиг павильона Ялы 7 июля днём. Процессию встречали каймакам и улемы. Турхан-султан была похоронена в тот же день в Эминеню в её собственном мавзолее при Новой мечети, строительство которой она завершила в 1665 году. Мавзолей Турхан стал последним пристанищем для шести османских султанов, многих шехзаде, султанш и жён падишахов.
В «Истории Рашида» говорится, что известие о кончине матери Мехмеда IV погрузило армию на фронте в печаль, а сама покойная была такой же благодетельной, как и «благочестивые Марьям, Асия и Зухра». Историк Силахдар Фындыклылы Мехмед-ага, близко знавший Турхан, так писал о её смерти: «Рабы султана получили письмо от каймакама Эдирне, четвёртого визиря Фазыл Мустафы-паши о том, что во вторник, десятого дня упомянутого месяца по велению Аллаха валиде-султан хазретлери скончалась, после намаза её тело погрузили в карету и быстро с почтением повезли в Стамбул, в который прибыли в четверг, она пожелала быть захороненной в благословенной мечети, которую она возвела на долгие века. Их и весь народ охватила боль и печаль, они льстили ей, говоря: „Как жаль, нас покинул основоположный столп государства!“ Сразу после этого вещи покойной были конфискованы, а обращённый к кетхюде гарема традиционный султанский фирман относительно обеспечения порядка в гареме и охраны шехзаде приказывал хазнедару Али-аге явиться в Эдирне». «Опорой государства» Турхан называл и государственный деятель и историк Сары Мехмед-паша.

## Личность
Турхан-султан стала последней представительницей женского султаната — яркого периода в истории империи, когда женщины активно вмешивались в дела государства.

Йереми-челеби так писал о первых годах правления Турхан: 
Находящаяся у власти в наши дни валиде-султан [Турхан] во время правления Великой валиде [Кёсем] славилась тем, что была грамотной и вела затворнический образ жизни. И это правда. Но она всегда боялась своей свекрови. Наконец-то, благодаря союзу с Мюльки [Мелике] ей удалось добиться убийства Великой валиде. После этого они совместно и тайно совершили много убийств. Дальше они наслаждались жизнью, строя в различных местах хамамы и вычурные особняки. Но как только поднялась буря, она смела их. Только валиде-султан повезло спастись благодаря мольбам султана.
Сакаоглу же писал, что историки, описывающие свекровь Турхан Кёсем-султан как алчную, беспощадную женщину, для которой существовали только деньги и политика, саму Турхан восхваляли за то, что, несмотря на роскошную жизнь, ей были чужды политические потуги, они полагали, что она была доброй, сострадательной и набожной. Они подчёркивали, что Турхан пользовалась советами таких интеллигентов и людей искусства эпохи, как Гёриджели Кочи-бей, историк Солакзаде, архитектор Касым-ага. Она выступила против желания своего сына Мехмеда IV задушить единокровных братьев Сулеймана и Ахмеда, чтобы расчистить путь к трону своему собственному сыну Мустафе — она сама принимала меры предосторожности, чтобы уберечь пасынков от дворцовых убийств. Караджа писала, что в источниках обычно подчеркивается, что Турхан-султан придерживалась умеренной позиции в государственных делах и старалась поступать правильно, а предложения, не казавшиеся ей разумными, дорабатывала, принимая во внимание мнение государственных деятелей, которым она доверяла. При этом также утверждается, что она могла спасти людей, приговорённых к смерти. Также, по словам великого визиря Сиявуша-паши, она не дала казнить приговорённого каббалиста Шабтая Цви. В то же время, с ведома Турхан-султан по обвинению в участии в заговоре с целью возведения на престол шехзаде Сулеймана был казнён шейх-уль-ислам Ходжазаде Месуд-эфенди, которого любили в народе за его честность во время пребывания Месуда на посту казаскера Анатолии. Улучай писал, что Турхан была «чистой женщиной с добрым сердцем»: после назначения Кёпрюлю она полностью отошла от дел и посвятила себя религии и сыну.
Турхан оказывала огромное влияние на своего сына-султана, а сам Мехмед IV был сильно привязан к матери. Караджа отмечала, что в источниках сообщалось, что, когда Мехмед приветствовал мать и прощался с ней, он часто плакал. Пирс, ссылаясь на де Ла Круа, также отмечала, что Мехмед ежедневно совершал визиты к матери. Пирс писала о том, что Мехмед, уделявший много времени охоте, мало занимался делами государства; Турхан же старалась как можно чаще привлекать сына к его прямым обязанностям.
Назначив великим визирем Кёпрюлю Мехмеда-пашу, Турхан-султан не стала цепляться за власть и постепенно отошла от государственных дел. С 1656 года до её смерти был период относительного спокойствия в государстве. Турхан-султан хвалили за её роль в назначении Кёпрюлю Мехмед-паши на должность визиря. После смерти Турхан-султан её роль в государственном управлении оценивали весьма высоко; особо её ценили за преданность религии, щедрость, благотворительную деятельность и отсутствие амбиций.

## Благотворительность и строительство
Первым известным благотворительным проектом Турхан-султан стал фонтан, построенный в Бешикташе в 1063 году по хиджре (1653 год), который не сохранился до наших дней.
Во время войны с Венецией в 1645—1669 годах возникла необходимость в дополнительной защите пролива Чанаккале; Турхан распорядилась построить в дополнение к уже имевшимся крепостям южнее них крепости Седдюльбахир на румелийской стороне пролива и Султание/Кумкале на анатолийской стороне. В обеих крепостях были построены мечеть, начальная школа, хаммам, жилые дома, магазины и базары. Султан посещал крепости трижды: осенью 1659 года, пока шло строительство, летом 1661 года, когда строительство близилось к завершению, и осенью 1665 года; во время последнего визита Турхан сопровождала сына. По данным Лесли Пирс строительство крепостей обошлось Турхан в 29 595 000 акче, которые были собраны с земель, которыми владела валиде-султан. Люсьен Тис-Шеноджак в статье «Седдюльбахир и Кумкале под протекторатом валиде-султан» отмечал, что женщины Османского дворца никогда ранее не проявляли интереса к военным постройкам, и Турхан-султан стала единственной дворцовой женщиной, решившей вложить свои средства таким образом. Однако Улучай опровергает слова Тис-Шеноджака: крепости планировала построить предшественница Турхан Кёсем-султан, однако местные жители, опасавшиеся насилия со стороны солдат, которые должны были быть расквартированы в крепостях, были против строительства, и Кёсем их поддержала. Турхан же пошла против мнения народа.
Турхан завершила строительство Новой мечети в Эминёню, которое было начато ещё при Сафие-султан, матери Мехмеда III. Первый камень мечети был заложен в 1598 году, однако строительство оказалось трудным и дорогостоящим из-за близости к морю, а после того, как умер Мехмед III в 1603 году и его мать была выслана в Старый дворец в 1604 году, строительство и вовсе прекратилось на уровне окон. Здание посчитали непригодным для использования, а часть недостроенной мечети была разрушена во время пожара. Пьетро Фоскарини, венецианский посол, сообщал, что в 1637 году султан Мурад IV планировал достроить мечеть, чтобы увековечить своё имя, однако был вынужден отказаться из-за большой стоимости проекта. Турхан-султан обратила внимание на недостроенную мечеть в 1660 году, когда по её приказу и на её средства был разработан и выполнен проект восстановления и завершения мечети. Действовала Турхан при посредничестве великого визиря Кёпрюлю Мехмеда-паши, руководил проектом главный архитектор Мустафа-ага. Эвлия Челеби писал, что за основу для постройки мечети была взята конструкция гаремных клеток для певчих птиц. Согласно «Истории Силахдара», изначально Турхан планировала закончить строительство другой мечети — мечети Джеррах Мехмеда-паши на Авретпазары, однако именно Мустафа-эфенди переубедил её. 23 июля 1661 года началось «строительство султанского павильона с видом на море». Для претворения в жизнь этого проекта еврейские районы, раскинувшиеся вплоть до Ходжапаша, были национализированы, и их сравняли с землёй. Евреи хотели дать взятку в размере тысячи кошелей акче из своих знаменитых «сундуков на чёрный день», однако Кёпрюлю Мехмед-паша эти деньги не взял; более того, он отправил глашатого, который сообщал евреям, что те, кто не продаст свои дома или лавки, будут казнены. 31 октября 1665 года в пятницу Новая мечеть была торжественно открыта для совершения молитв в присутствии султана, его валиде и хасеки Эметуллах Гюльнуш и государственных чиновников. Силахдар Фындыклылы Мехмед-ага в своём труде «Истории Силахдара» так описывал церемонию открытия: «Падишах хазретлери, валиде-султан и хасеки-султан торжественным шествием пожаловали в благословенную мечеть, и, совершив пятничный намаз, прежде всего валиде-султан хазретлери в честь открытия мечети и в благодарность за почтение своим присутствием вручила государственным мужам по золотому кинжалу с рукояткой, изготовленной из цельного изумруда, поясу, украшенному чистейшими алмазами, украшенному алмазами гази-соргуджу и десятку снаряжённых арабских скакунов». Кроме того, Турхан пожаловала награды, меха и золото Фазыл Ахмеду-паше, каптан-ы дерье Мерзифонлу Кара Мустафе-паше, визирям, богословам, проповеднику мечети Вани-эфенди и многим другим, архитекторам, иным работникам, собственному кетхюде Мустафе-эфенди и главному аге Аббасу. После молитвы султан торжественным шествием вернулся во дворец. Визири же вернулись в мечеть и, прославляя и возвеличивая их, сопроводили мать и фаворитку султана во дворец. В тот день в дворике мечети было рассыпано большое количество золотых монет. При мечети, ставшей известной как Новая мечеть, мечеть Валиде-султан или мечеть Новой валиде, были построены и действовали султанский павильон, дарулкурры (отделение чтецов Корана), начальная школа, фонтана-себиль, фонтан-чешме, тюрбе и рынок специй. Всего на строительство мечети и прилегающих построек, а также на подарки в день открытия было потрачено 3080 кошельков акче.
Следуя традиции дарения книг мечетям, Турхан-султан подарила книги библиотекам обеих малых мечетей в построенных ею крепостях пролива Чанаккале и Новой мечети в Стамбуле: библиотекам в Чанаккале было передано из столицы 47 книг, а Новой мечети — около трёх сотен. Турхан не только являлась основательницей библиотек, но и инспектировала их работу и покровительствовала каллиграфам, художникам, переплётчикам и прочим мастерам, участвовавшим в создании книг.
После взятия крепости Кандии в 1669 году постройки в ней были отремонтированы от имени Турхан-султан, а монастырь Святого Сальвадора был преобразован в мечеть, названную в честь матери Мехмеда IV. В Румеликавагы в Стамбуле Турхан построила мечеть, названную в честь её брата Юсуфа-аги; имя Юсуфа носили также гостиница в Истефе, мечеть и школа в Ретимноне, построенные его сестрой.
Также валиде Турхан-султан построила несколько колодцев с питьевой водой, располагавшихся у дороги, ведущей в Хиджаз.
В архивах сохранились уставы нескольких вакфов Турхан-султан.

## Дети
Мехмед Сюрея-бей и Чагатай Улучай называют только одного ребёнка Турхан — султана Мехмеда IV.
Филиз Караджа называет имя только сына Турхан, однако она отмечает, что встречаются упоминания о дочери этой валиде.
Недждет Сакаоглу в своём труде Bu mülkün kadın sultanları в разделе о самой Турхан помимо Мехмеда указал, что у неё была дочь Атике-султан (после 1642 — между 1666 и 1693); этой же версии придерживался и Энтони Олдерсон. Вместе с тем, Сакаоглу в разделе о фаворитке Мехмеда IV Эметуллах Гюльнуш-султан указывает, что у султана было две полнородных сестры Гевхерхан-султан (ок./в 1642—1694) и Бейхан-султан (1645—1700).

## В культуре
Турхан является одним из персонажей романа «Кёсем-султан» турецкого писателя и историка Решада Экрема Кочу; под видом гаремных сплетен Кочу назвал Турхан-султан «украинской селянкой» (тур. Ukraynalı köylü kızı), украденной татарами и проданной у берегов Дуная одному из санджакбеев Кёр Сулейману-паше, а тот подарил 13-летнюю девушку во дворец Кёсем-султан в благодарность за некую услугу. Мать Мехмеда IV является главной героиней романа украинской журналистки Александры Шутко «Хатидже Турхан»; в романе Турхан по происхождению является украинкой из Подолья (с Хотина) и до получения гаремного имени носит имя Надя.
Турхан является одним из персонажей турецкого фильма «Махпейкер» (2010) роль Турхан исполнила Башак Парлак. Она также появляется в конце второго сезона турецкого телесериала «Великолепный век. Империя Кёсем», роль исполняет Ханде Догандемир.

## Комментарии
1. Согласно описанию, данному на сайте лондонского музея Виктории и Альберта, на гравюре изображена главная жена султана Ибрагима[1]. В оригинальной подписи к гравюре Турхан названа Эмине-султан, поскольку на Западе долгое время считалось, что мать Мехмеда IV и главную хасеки Ибрагима I зовут Эмине[2][3].
2. Гравюра (№ 259) относится к серии гравюр, наклеенных на 26 отдельных листов, содержащих портреты турецких султанов, султанш и других исторических деятелей, работы Питера де Йоде II, созданных около 1640-1660 годов[1].
3. ↑  Согласно описанию, данному на сайте лондонского музея Виктории и Альберта, на гравюре изображена главная жена султана Ибрагима[1]. В оригинальной подписи к гравюре Турхан названа Эмине-султан, поскольку на Западе долгое время считалось, что мать Мехмеда IV и главную хасеки Ибрагима I зовут Эмине[2][3].
4. ↑  Гравюра (№ 259) относится к серии гравюр, наклеенных на 26 отдельных листов, содержащих портреты турецких султанов, султанш и других исторических деятелей, работы Питера де Йоде II, созданных около 1640-1660 годов[1].
5. ↑  В качестве доказательства тому, что Кёсем видела в Турхан следующую валиде, Пирс приводит письмо матери Мехмеда IV к великому визирю, в котором она интересуется причиной, по которой налоговые выплаты из Египта упали с 1200 кошелей до 800, хотя в правление двоих предыдущих султанов сумма не менялась. Пирс отмечает осведомлённость Турхан о финансовой ситуации в тот период, когда она не только не была валиде, но и ещё не попала в гарем[19].
6. ↑  Пирс отмечала, что сам Мехмед IV вполне устраивал Кёсем и главной целью старшей валиде было смена матери правящего султана на более покорную её воле[27].
7. ↑  Караджа отмечала, что Лалу Сулеймана в связи с этими событиями часто путали с кызляром-агой Узун Сулейманом, который возглавил чёрных евнухов только в 1704 году[17].
8. ↑  Пирс отмечает, что Турхан не участвовала в инспекции: она остановилась в Гелиболу, в то время как Мехмед IV вместе с главой чёрных евнухов и Кёпрюлю осматривал крепости[48].
9. ↑  Сакаоглу и Абдулкадир Озджан, автор статьи о Мустафе II в «Исламской энциклопедии», указали 2 июня[50][51], тогда как Олдерсон и Сюрея указали 5 июня[52][53].
10. ↑  Ходили слухи, что в одну из поездок в Стамбул Эметуллах Гюльнуш-султан из ревности приказала убить наложницу Гюльбеяз, которой был увлечён Мехмед IV. Существует две версии этого слуха: согласно первой версии, когда Гюльбеяз любовалась на море со скалы, её столкнули вниз, и наложница утонула[57]; согласно второй, отражённой Ахметом Рефиком Алтынаем[тур.] в книге с элементами романа «Женский султанат», Гюльбеяз была задушена во дворце Кандилли в Ускюдаре по приказу Эметуллах Гюльнуш. Сакаоглу же считал, что это были просто слухи и к реальности они отношения не имели[62].
11. ↑  В тюрбе были погребены Мехмед IV, Мустафа II, Ахмед III, Махмуд I, Осман III и Мурад V[14].
12. ↑  Первые две крепости — Килитбахир[тур.] на румелийской стороне пролива и Кале-и Султание[тур.] на анатолийской стороне — построил Мехмед Завоеватель после завоевания Константинополя[16].